# Roter Brüllaffe
Der Rote Brüllaffe (Alouatta seniculus) ist eine Primatenart aus der Gattung der Brüllaffen innerhalb der Klammerschwanzaffen (Atelidae). Er lebt im nordwestlichen Südamerika.

## Merkmale

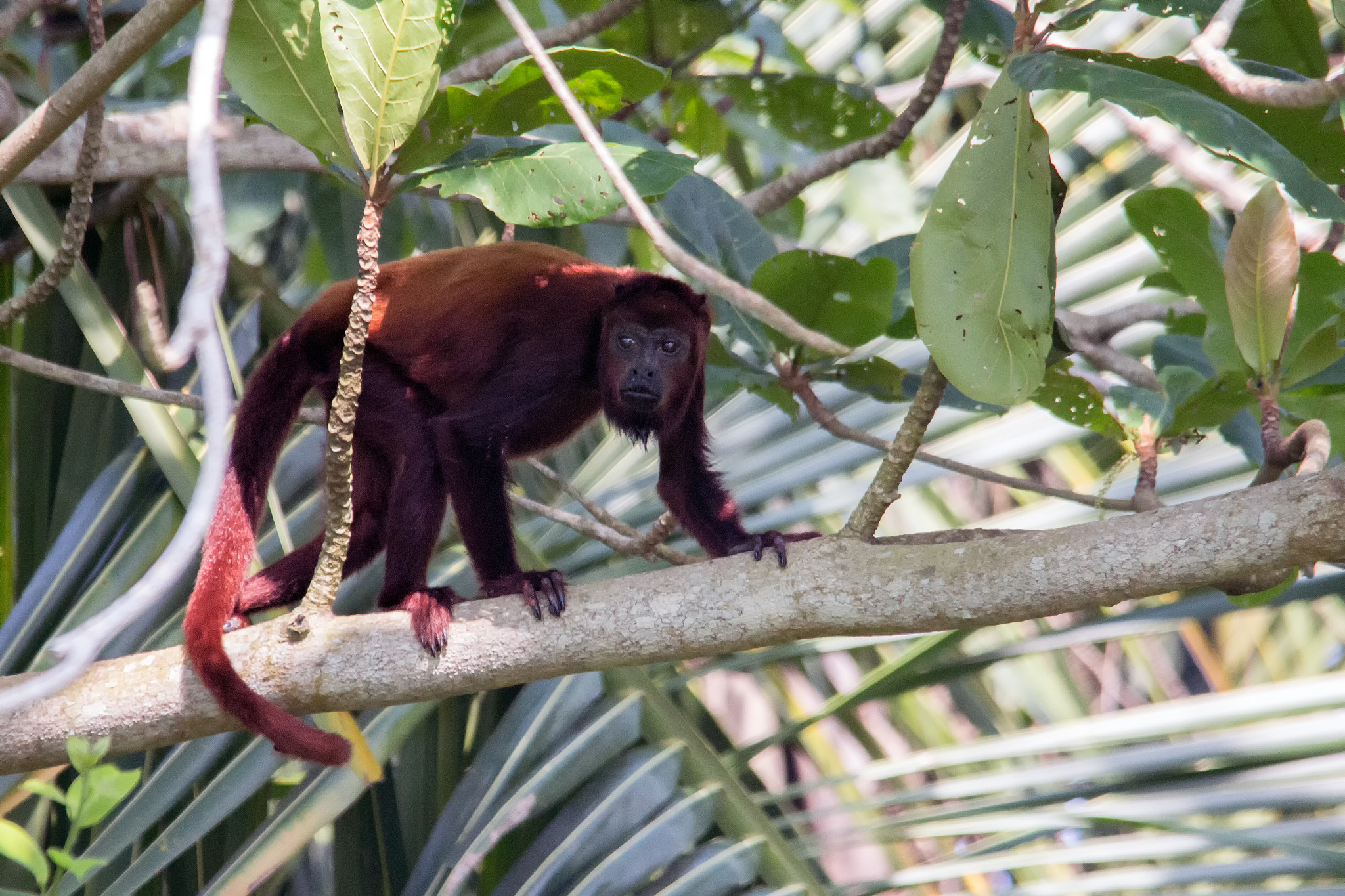
Ein purpurroter Brüllaffe aus dem nordwestlichen Venezuela

Rote Brüllaffen sind stämmige Primaten mit langen, kräftigen Gliedmaßen und einem langen Schwanz. Dieser ist als Greifschwanz ausgebildet, am hinteren Ende der Unterseite befindet sich eine unbehaarte Stelle. Die Kopfrumpflänge variiert zwischen 51 und 63 Zentimeter (Männchen) bzw. zwischen 48 und 57 Zentimeter (Weibchen). Dazu kommt ein 57 bis 80 Zentimeter (Männchen) bzw. 52 bis 69 Zentimeter (Weibchen) langer Schwanz. Männchen werden also etwas größer als die Weibchen und erreichen ein Gewicht von 5,4 bis 9 kg, während Weibchen 4,1 bis 7 kg schwer werden. Die Färbung des Fells variiert von gelbrot über kupferrot mit einem gelbgoldenen Einschlag bis zu einer purpurroten Färbung in Venezuela. Der Kopf, die Schultern, Arme und Beine und der Schwanz sind oft haselnussbraun gefärbt. Der Bart, die Gliedmaßen und der Schwanz der Männchen sind oft schwärzlich. Das Gesicht ist unbehaart und schwarz.

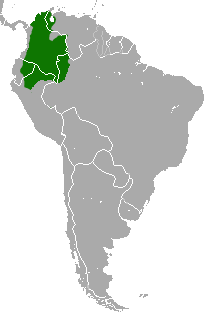
Das Verbreitungsgebiet des Roten Brüllaffen im nordwestlichen Südamerika

## Verbreitung und Lebensraum
Rote Brüllaffen leben im nordwestlichen Südamerika, in Kolumbien in allen bewaldeten Gebieten mit Ausnahme der pazifischen Küstenregion westlich der Anden und der Guajira-Halbinsel, außerdem im nordwestlichen Venezuela rund um den Maracaibo-See, in Ecuador östlich der Anden und im nordöstlichen Peru östlich der Anden und nördlich des Río Marañón. Sie sind Waldbewohner, die in verschiedenen Waldtypen, in Regen- und Trockenwäldern, in Eichenwäldern, an der Karibikküste in Mangroven und in den kolumbianischen Llanos in Galeriewäldern vorkommen können. In den Anden leben sie im Nebelwald bis in Höhen von 3500 Metern Höhe. In Terra-Firme-Wäldern sind sie allerdings selten oder fehlen vollständig.

## Lebensweise und Ernährung

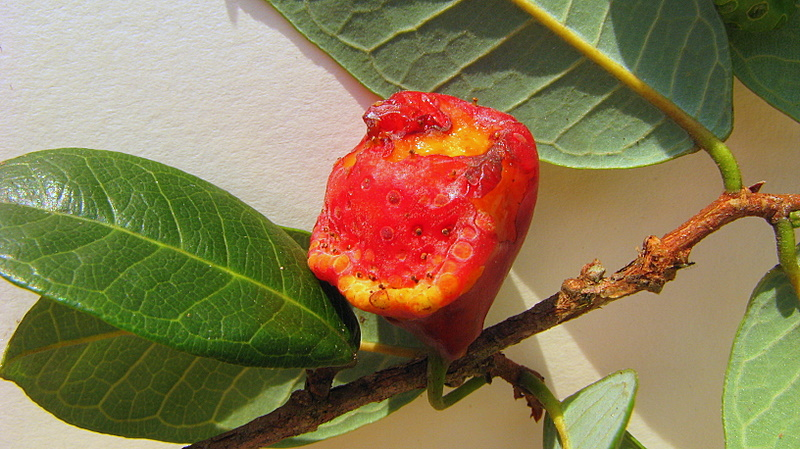
Die Frucht von Brosimum guianense gehört zur Nahrung des Roten Brüllaffen

Diese Primaten sind tagaktiv und halten sich vor allem in den mittleren und oberen Bereichen der Baumkronen auf, gehen jedoch gelegentlich auf den Erdboden um Erde zu fressen oder um von einer Waldinsel zur anderen zu gelangen. Kleine Flüsse können sie schwimmend durchqueren. Sie schlafen auf sehr hohen Bäumen.
Rote Brüllaffen leben in Gruppen, die meist 6 bis 10 Tiere umfassen. Die Gruppengröße ist variabel, in trockeneren Gebieten bestehen sie aus mehr Tieren, als in Regenwäldern. Gruppen setzen sich aus einem oder mehreren Männchen, mehreren Weibchen und dem gemeinsamen Nachwuchs, zusammen. Beide Geschlechter entwickeln eine Rangordnung innerhalb ihrer Gruppe. Das namensgebende Gebrüll erklingt meist am frühen Morgen und soll gruppenfremde Individuen auf die eigene Präsenz hinweisen.
Sie sind Pflanzenfresser, die sich vor allem von Blättern und Früchten vor allem von Feigen, daneben auch von Blüten ernähren. Rüsselkäferlarven in den Früchten sorgen für die zusätzliche Proteine.

## Fortpflanzung
Es gibt keine feste Paarungszeit, dadurch kann die Fortpflanzung das ganze Jahr über erfolgen. Nach einer rund 190-tägigen Tragzeit bringt das Weibchen in der Regel ein einzelnes Jungtier zur Welt. Die ersten Lebensmonate verbringt das Kind bei der Mutter. Bei Roten Brüllaffen kommt es häufig zum Infantizid, insbesondere wenn ein neues Männchen in die Gruppe kommt.
Jungtiere werden rund ein Jahr gesäugt und beim Eintreten der Geschlechtsreife verlassen beide Geschlechter ihre Geburtsgruppe. Die Tiere pflanzen sich mit rund 5 (Weibchen) bis 7 (Männchen) Jahren erstmals fort. In Gefangenschaft können sie über 20 Jahre alt werden.

## Systematik
Der Rote Brüllaffe ist eine von 11 bis 14 Arten der Gattung der Brüllaffen. Drei nahe verwandte, ähnliche Arten, werden heute als getrennte Arten betrachtet. Dies sind der Bärenbrüllaffe (Alouatta arctoidea) aus Venezuela, der Guyana-Brüllaffe (Alouatta macconnelli) aus dem nordöstlichen Südamerika und der Bolivianische Brüllaffe (Alouatta sara) aus Bolivien und angrenzenden Gebieten. Zwei weitere Brüllaffentaxa werden im Primatenband des Handbook of the Mammals of the World, einem Standardwerk zur Mammalogie, als Unterarten des Roten Brüllaffen geführt, der Juruá-Brüllaffe (Alouatta juara) und der Purús-Brüllaffe (Alouatta puruensis). Der brasilianische Biologe Renato Gregorin gab ihnen in seiner 2006 publizierten Untersuchung zur Verbreitung und Taxonomie brasilianischer Brüllaffen den Status eigenständiger Arten und bei der Internationalen Union zur Bewahrung der Natur (IUCN) haben sie ebenfalls den Status eigenständiger Arten.

## Gefährdung
Zwar werden Rote Brüllaffen mancherorts bejagt, auch leiden sie wie viele andere waldbewohnende Tiere Amerikas an der Zerstörung der Wälder. Insgesamt ist die Art aber nicht bedroht und wird von der IUCN als „nicht gefährdet“ (least concern) gelistet. Sie kommt auch in zahlreichen Schutzgebieten vor, in Kolumbien z. B. in den Nationalparks Amacayacu, Chingaza, Chiribiquete, La Paya, Los Nevados, Serranía de la Macarena, Tuparro und Tayrona und in Ecuador u. a. in den Nationalparks Cayambe Coca, Podocarpus, Sangay und Sumaco Napo-Galeras.

## Belege
1. 1 2 3 4 5  
A. B. Rylands & R. A. Mittermeier: Family Atelidae (Howlers, Spider and Woolly Monkeys and Muriquis). in Russell A. Mittermeier, Anthony B. Rylands & Don E. Wilson: Handbook of the Mammals of the World - Volume 3: Primates. Lynx Editions, 2013, ISBN 978-84-96553-89-7. Seite 525.
2. ↑  
Renato Gregorin: Taxonomia e variação geográfica das espécies do gênero Alouatta Lacépède (Primates, Atelidae) no Brasil / Taxonomy and geographic variation of species of the genus Alouatta Lacépède (Primates, Atelidae) in Brazil. • Revista Brasileira de Zoologia 23 (1) • Mar 2006 • doi: 10.1590/S0101-81752006000100005
3. ↑  
Boubli, J.P., Cortes-Ortíz, L., Mittermeier, R.A., Calouro, A.M. & Bicca-Marques, J.C. 2021. Alouatta juara (amended version of 2020 assessment). The IUCN Red List of Threatened Species 2021: e.T922A190422355. doi: 10.2305/IUCN.UK.2021-1.RLTS.T922A190422355.en. Abgerufen am 29. Juli 2022.
4. ↑  
Cornejo, F.M., Boubli, J.P., Alves, S.L., Bicca-Marques, J.C., Cortés-Ortiz, L., Calouro, A.M. & de Melo, F.R. 2021. Alouatta puruensis (amended version of 2020 assessment). The IUCN Red List of Threatened Species 2021: e.T136787A190430767. doi: 10.2305/IUCN.UK.2021-1.RLTS.T136787A190430767.en. Abgerufen am 29. Juli 2022.
5. ↑  
Link, A., Palacios, E., Cortés-Ortiz, L., Stevenson, P.R., Cornejo, F.M., Mittermeier, R.A., Shanee, S., de la Torre, S., Boubli, J.P., Guzmán-Caro, D.C., Moscoso, P., Urbani, B. & Seyjagat, J. 2021. Alouatta seniculus. The IUCN Red List of Threatened Species 2021: e.T198676562A198687134. doi: 10.2305/IUCN.UK.2021-2.RLTS.T198676562A198687134.en. Abgerufen am 29. Juli 2022.